# عمل إيه الحب في بابا (فلم)
فيلم مصري درامي تم عرضه في   11 أغسطس 1980 ومدة الفيلم 85 دقيقة الفيلم من تاليف محمد أبو يوسف وإخراج ناصر حسين

## قصة الفيلم
تدور احداث الفيلم حول رئيس العصابة حسين الذي قام بدوره الفنان سيد الصاوي حيث يقوم بخطف الموظف البسيط خميس على أنه طلعت النحلاوي، الذي قام بدوره الفنان محمد عوض ويطلب رئيس العصابة من خميس مبلغ كبير من المال وهناك تشابة كبير في الشكل بين خميس وطلعت هو الذي يجعل حسين يخطف خميس على أنه طلعت، ويحاول خميس اقناع رئيس العصابة حسين بانه ليس طلعت وان هناك تشابه بينه وبين طلعت ولكن يفشل خميس في إقناع حسين أنه ليس طلعت وان خميس يعرف عنوان طلعت وعندما يذهب لهناك يقابل أسرة طلعت التي ترحب به، ويفشل خميس في إقناع أسرة طلعت أنه ليس طلعت.

## طاقم العمل

### أبطال الفيلم
| اسم الممثل   | دوره                       |
| ------------ | -------------------------- |
| يسرا         | (سامية)                    |
| محمد عوض     | (خميس جمعه / طلعت النّحلاوي |
| يونس شلبي    | (رجب)                      |
| السيد بدير   | (الجِد)                     |
| زيزي مصطفى   | (فاتن)                     |
| سيد الصاوي   | (حسين)                     |
| نبيل الهجرسي | (شوكت رستم)                |
| نظيم شعراوي  | (عزمي - العم)              |
| رشاد فرج     | (فرح)                      |
| فخري عازر    | (باتشي)                    |
| ممدوح زايد   | (وفيق -أمين شرطة ١)        |
| لويس يوسف    | (وفيق -أمين شرطة ٢)        |
| تحية حافظ    | (الكماريرا سنية)           |
| نيفين شوقي   | (الطفلة دنيا طلعت)         |
| السيد منير   | (بكري السفرجي)             |
| منى عبدالله  | (كوثر - السكرتيرة)         |
| إبراهيم عامر | (إبراهيم البواب)           |

### الاخراج
| الاخراج         | دوره             |
| --------------- | ---------------- |
| ناصر حسين       | (مخرج)           |
| ملاك أندراوس    | (مخرج مساعد)     |
| سيد فضل         | (مساعد مخرج ثان) |
| جمال عبد العظيم | (كلاكيت)         |

### الصوت
| صوت         | دوره                   |
| ----------- | ---------------------- |
| مجدي كامل   | (مهندس الصوت)          |
| عباس بسيوني | (تسجيل الصوت والمكساج) |
| سيد رحيم    | (م. صوت)               |

### المونتاج
| مونتاج       | دوره          |
| ------------ | ------------- |
| فتحي داود    | (مونتير)      |
| محمد إبراهيم | (مركب الفيلم) |
| ليلى السايس  | نيجاتيف       |

### المعمل
| معمل                                | دوره             |
| ----------------------------------- | ---------------- |
| معامل مدينة السينما (مدينة السينما) | (الطبع والتحميض) |
| حسن عيسى                            | (مدير المعامل)   |
| رأفت عبد الحميد                     | (مصحح الألوان)   |

### ماكياج
| ماكياج     | دوره           |
| ---------- | -------------- |
| محمد عشوب  | (ماكيير)       |
| أحمد حجازي | (مساعد ماكيير) |
| سعد علي    | (كوافير)       |

### الإنتاج
| إنتاج                           | دوره           |
| ------------------------------- | -------------- |
| الفيلم الماسى للإنتاج السينمائى | (منتج)         |
| صلاح عمران                      | (مدير الإنتاج) |
| طلعت السيد                      | (م.إنتاج)      |

### الديكور
| ديكور       | دوره            |
| ----------- | --------------- |
| فهيم حماد   | (مهندس الديكور) |
| حسين الشريف | (منسق المناظر)  |

### تصوير
| تصوير     | دوره           |
| --------- | -------------- |
| وديد سري  | (مدير التصوير) |
| مراد فوزي | (م. مصور)      |

### توزيع
| توزيع                                                      | دوره         |
| ---------------------------------------------------------- | ------------ |
| الشركة اللبنانية للتجارة والاستثمار السينمائي (صبّاح إخوان) | (موزع خارجي) |
| أفلام إيهاب الليثي                                         | (موزع داخلي) |

### أدرار متعددة
| أدوار متعددة  | دوره                 |
| ------------- | -------------------- |
| محمد أبو يوسف | (قصة وسيناريو وحوار) |
| ماجد عرابي    | (موسيقى تصويرية)     |
| الشحري        | (المقدمة)            |
| عزت مصطفى     | (ملابس)              |
| أحمد حسين     | (مصور فوتوغرافيا)    |
| سيد علي       | (ريجيسير)            |

## وصلات خارجية
- مقالات تستعمل روابط فنية بلا صلة مع ويكي بيانات